# Palmerston, Northern Territory
Palmerston är en stad i Australien. Den ligger i kommunen Palmerston och territoriet Northern Territory, omkring 16 kilometer öster om territoriets huvudstad Darwin. Antalet invånare var 33 695 vid folkräkningen 2016.
Palmerston är en satellitstad till Darwin och Northern Territorys näst största stad. 